# Première Nation de Kwanlin Dün
La Première Nation de Kwanlin Dün, (en anglais : Kwanlin Dün First Nation ; en tutchone du Sud : Kwänlin Dän kwächʼǟn) est une Première Nation (au sens de « bande indienne ») dont le territoire est situé à et autour de Whitehorse au Yukon, au Canada.
La Première Nation de Kwanlin Dün est la plus grande Première Nation du territoire du Yukon. Sur le plan linguistique, les Kwanlin Dün sont affiliés au Conseil tribal des Tutchones du Sud, un groupe autochtone dont la langue traditionnelle est le tutchone du Sud. Les membres de la Première Nation de Kwanlin Dün sont d'ethnie tutchone du Sud, tagish kwáan (Tágür kwächʼan ; « peuple de Carcross-Tagish ») et tlingit (Łìngit ; « peuple de la côte »).

## Territoire
Le territoire traditionnel des Kwanlin Dün s'étend du lac Marsh au lac Laberge (Tàa'an Mǟn ; « Tête du lac ») tout au long du fleuve Yukon (appelé en tutchone du sud : Tágà Shäw et en tagish : Tahgàh Cho, signifiant tous deux « grand fleuve »).

## Nom
Le nom de la Première Nation fait référence à une section du fleuve Yukon située à partir des basaltes du canyon Miles aux rapides White Horse, que les ancêtres de la bande appelaient Kwanlin en tutchone du sud, ce qui signifie « eau courante à travers le canyon ». Combiné au mot Dän ou Dün pour « peuple », ils se nomment donc le « peuple de l'eau courante à travers le canyon » en référence à cet emplacement.

## Gouvernement
La Première Nation de Kwanlin Dün signe une entente sur ses revendications territoriales et son autonomie gouvernementale le 19 février 2005. Dans le cadre de cette entente, la Première Nation reçoit 1 036 km2 de terres à l'intérieur de son territoire traditionnel. Plus de 30 km2 des terres visées par l'entente se trouvent à l'intérieur des limites de la ville de Whitehorse.
En tant que Première Nation autonome, la Première Nation de Kwanlin Dün possède sa propre constitution. Doris Bill est élue chef de la Première Nation en mars 2014, succédant ainsi à Rick O'Brien.